# Jaragua (djur)
Jaragua är ett släkte av insekter. Jaragua ingår i familjen Pyrgomorphidae.
Kladogram enligt Catalogue of Life:
| Jaragua | \| \| Jaragua oviedensis \| \| \| \| \| \| Jaragua serranus \| \| \| \| |
|         | \| \| Jaragua oviedensis \| \| \| \| \| \| Jaragua serranus \| \| \| \| |
|         | Jaragua oviedensis                                                      |
|         |                                                                         |
|         | Jaragua serranus                                                        |
|         |                                                                         |